# Richard Hynes
Richard Olding Hynes (né le 29 novembre 1944) est un biologiste britannique, chercheur au Howard Hughes Medical Institute et professeur Daniel K. Ludwig de recherche sur le Cancer au Koch Institute for Integrative Cancer Research, Massachusetts Institute of Technology (MIT). Ses recherches portent sur l'adhésion cellulaire et les interactions entre les cellules et la matrice extracellulaire, avec un intérêt particulier pour la compréhension des mécanismes moléculaires des métastases cancéreuses. Il est connu comme co-découvreur des molécules de fibronectine, une découverte qui est répertoriée par Thomson Scientific ScienceWatch comme candidate au prix Nobel.

## Éducation
Hynes obtient sa licence en 1966 et sa maîtrise en 1970 de l'Université de Cambridge, toutes deux en biochimie. Il obtient son doctorat en biologie du Massachusetts Institute of Technology en 1971. Il travaille comme chercheur postdoctoral à l'Imperial Cancer Research Fund de 1971 à 1974,,.

## Carrière universitaire
Hynes devient membre du corps professoral du département de biologie du MIT en 1973 et est promu professeur titulaire en 1983. Il reçoit le statut d'investigateur du Howard Hughes Medical Institute en 1988. Il est chef du département de biologie de 1989 à 1991 et directeur du Centre de recherche sur le cancer du MIT de 1991 à 2001, et devient professeur Daniel K. Ludwig de recherche sur le cancer et affilié à l'Institut Koch pour la recherche intégrative sur le cancer en 1999. Depuis 2004, il est membre associé du Broad Institute,.
Hynes est président de l'American Society for Cell Biology en 2000. Il est membre du conseil des gouverneurs du Wellcome Trust depuis 2007. Il siège également au jury des sciences de la vie pour le prix Infosys en 2012.
Il a également publié des articles sur les politiques publiques et participé à l'élaboration de lignes directrices de recherche aux États-Unis pour la recherche sur les cellules souches, en particulier les cellules souches embryonnaires.

## Prix et distinctions
- Bourse Guggenheim (1982)[8]
- Membre de l'Association américaine pour l'avancement des sciences (1987)[4]
- Membre de la Royal Society (1989)[9]
- Membre de l'Académie américaine des arts et des sciences (1994)
- Membre de l'Institut de médecine (aujourd'hui Académie nationale de médecine) (1995)[10]
- Membre de l'Académie nationale des sciences (1996)[11]
- Prix Gairdner (1997)[12]
- Médaille E. B. Wilson (2007)[13]
- Prix de recherche médicale de la Fondation Robert J. et Claire Pasarow (2007)[14]
- Membre de l'Académie de l'Association américaine pour la recherche sur le cancer (2014)[14]
- Membre de l'American Society for Cell Biology (2016)[15]
- Médaille David Rall (2017)[16]
- Prix Albert-Lasker pour la recherche médicale fondamentale (2022)[17]